# Frösö församling
Frösö församling var en församling i Östersunds kontrakt i Härnösands stift. Församlingen ingick i Frösö pastorat och låg i Östersunds kommun i Jämtlands län. Församlingen uppgick 2014 i Frösö, Sunne och Norderö församling.

## Administrativ historik
Församlingen har medeltida ursprung. På 1300-talet införlivades Västerhus församling.
Församlingen var till 16 maj 1906 annexförsamling i pastoratet Sunne, Norderö och Frösö som till 1 maj 1889 även omfattade Hallens församling och Marby församling. Från 1906 till en tidpunkt före 1999 eget pastorat.  Från en tidpunkt före 1999 till 2014 moderförsamling i pastoratet Frösö, Norderö och Sunne.
Församlingen uppgick 2014 i Frösö, Sunne och Norderö församling.

## Kyrkor
- Frösö kyrka